# Theroscopus rufulus
Theroscopus rufulus là một loài tò vò trong họ Ichneumonidae.